# Die Stadt (Hermann Hesse)
Die Stadt ist der Titel einer 1910 entstandenen Erzählung Hermann Hesses. Am Beispiel des Lebenszyklus einer Stadt stellt der Autor den Fortschrittsgedanken in Frage.

## Inhalt
Den Rahmen der Erzählung bildet die Verheißung „Es geht vorwärts!“. Am Anfang ruft diesen Satz ein Ingenieur, am Schluss ein Specht aus.
Aufstieg
Die Geschichte beginnt mit der Erschließung der Prärie durch Eisenbahnstrecken, Straßen und Bahnhöfen, über die Menschen und Materialien herantransportiert werden. Die Siedler schießen Büffel, bauen Holzhäuser, legen Felder an und bohren nach Erdöl. Es entwickeln sich Dörfer, dann Städte mit Bierhallen, Geschäften, Manufakturen, Fabriken, Banken, Kirchen, Schulen, Verwaltungs- und Zeitungsgebäuden und vielen Wohnhäusern, in denen Kaufleute, Advokaten, Handwerker, Arbeiter, Prediger, Lehrer usw. mit ihren Frauen und Kindern, aber auch Diebe, Zuhälter und Prostituierte leben. Unterhaltungsbetriebe kommen dazu: Kinos und Musikhallen. Es entwickeln sich gesellschaftliche Schichtungen mit Parteien, die in Wahlen miteinander rivalisieren, und Gewerkschaften, die mit Streiks für die Interessen der Arbeitskräfte kämpfen. Der Geldadel baut sich Sommerhäuser im Gebirge oder am Meer.
Die Konkurrenz der Schwesterstädte beschleunigt das Entwicklungstempo. „Die Stadt“ setzt sich durch und wird zur Hauptstadt des Staates mit entsprechender Infrastruktur, Repräsentationsbauten, Universität, Bibliotheken und Krankenhäusern. Am Unabhängigkeitstag feiern die Einwohner ihr Land.
Blütezeit
100 Jahre später zerstört ein Erdbeben die Stadt. Sie wird wieder aufgebaut, mit breiteren Straßen, hohen, verzierten Steinhäusern, Parkanlagen mit Denkmälern und einem Grüngürtel. Die Stadt wird die schönste und reichste des ganzen Landes. Das Rathaus ist das größte und herrlichste Gebäude der Welt. Der wirtschaftliche Aufschwung ermöglicht den Bau eines Museums mit 100 Sälen. Darin zeigt man den Jugendlichen an Modellen die Entwicklung der Stadt: Sie lernen daran „die herrlichen Gesetze der Entwicklung und des Fortschritts begreifen, wie aus dem Rohen das Feine, aus dem Tier der Mensch, aus dem Wilden der Gebildete, aus der Not der Überfluss, aus der Natur die Kultur entstehe.“
Im folgenden Jahrhundert erreicht die Stadt den Höhepunkt des Glanzes, bis eine blutige Revolution der unteren Stände die Erdölwerke und Fabriken anzündet (Abschnitt 2). Nur langsam erholt man sich, aber erreicht nicht mehr die alte Herrlichkeit. Denn jenseits des Meeres entwickelt sich ein fernes Land. Dessen Bodenschätze und landwirtschaftliche Früchte ziehen die Kräfte der alten Welt an, und es kommt dort zu einer ähnlichen Entwicklung wie in der ersten Phase der alten Welt. Die Stadt verarmt und hält sich nur mühsam am Leben. Aber anstelle des wirtschaftlichen Lebens entsteht auf dem alt gewordenen Kulturboden ein geistiges. Gelehrte und Künstler „[malen] die wehmütige Pracht alter moosiger Gärten mit verwitterten Statuen und grünen Wassern und [singen] in zarten Versen vom fernen Getümmel der alten heldenhaften Zeit oder vom stillen Träumen müder Menschen in alten Palästen.“ Damit verbreitet sich der Ruhm der alten träumenden Stadt noch einmal durch die Welt. Doch die Nachkommen wandern in andere Erdteile ab, die Bevölkerung altert und stirbt aus. Die Gebäude und Straßen verwahrlosen. Wie bereits die Schwestern wird die Stadt ein Ruinenhaufen, in dem „Gesindel, unholdes, wildes Volk“ wohnt. Gelegentlich kommen ausländische Maler zu Besuch.
Renaturierung 
Ein starkes Erdbeben führt zu Überschwemmungen und Versumpfung des Landes. Von den Bergen her breitet sich der Wald aus. In der Stadt sterben die letzten Menschen an Sumpffieber und „Blödsinn“. Die alte Stadt existiert nur noch in Sagen über goldene Tore und edelsteinbesetzte Grabmäler, Kinder-Spukgeschichten und melancholischen Hirtenliedern. Gelegentlich suchen Forschungsreisende nach den Resten einer tausendjährigen Zauberkunst. Der Wald überwuchert immer mehr die Ruinen. Fuchs und Marder, Wolf und Bär bevölkern die Einöde. „Es geht vorwärts!“ ruft der Specht von einer schnell wachsenden Kiefer herunter und sieht den „herrlichen, grünenden Fortschritt auf Erden zufrieden an.“

## Biographische Bezüge
Nach Bernhard Zeller sind alle Werke Hesses „Fragmente eines großen Selbstporträts“. Und so kann man auch in der „Stadt“ autobiographische Bezüge entdecken: Die parabelhafte Erzählung entstand in Hesses Bodensee-Zeit. Mit seiner ersten Frau Mia lebte der Autor von 1904 bis 1912 im Sinne seiner Lebensreform im damals sehr abgelegenen Dörfchen Gaienhofen. In den ersten drei Jahren mieteten sie ein einfaches Bauernhaus ohne fließendes Wasser und Strom. Im April 1907 hielt Hesse sich als Gast in der Lebensreform-Kolonie auf dem Monte Verità bei Ascona auf und befreundete sich mit dem Aussteiger und Mitgründer der „vegetabilen Cooperative“ Gusto Gräser. Nach Michels zeigt die Erzählung in „Zeitrafferperspektive“ Hesses Zeit- und Zivilisationskritik, „die in ihrer vollen Schärfe allerdings weniger in der Gegenwelt der Dichtungen als in Tausenden von Briefen und Buchbesprechungen und in über hundert Betrachtungen zum Ausdruck“ komme.

## Adaptionen
- Lesung[6]
- Illustration von Walter Schmögner[7]